# Johann Heinrich May il giovane
Johann Heinrich May, noto anche con lo pseudonimo di Henrich Majus May (Durlach, 11 marzo 1688 – Gießen, 13 giugno 1732), è stato uno storico, filologo, orientalista e studioso della cultura ebraica tedesco.

## Biografia
Johann Heinrich May il Giovane era figlio di Johann Heinrich May il Vecchio. Studiò dal 1702 all'Università di Giessen e conseguì nel 1707 la laurea in filosofia. Proseguì i suoi studi all'Università di Altdorf, e dopo un viaggio a Vienna nel 1708 frequentò l'Università di Jena. Nel 1709 fu nominato professore di filologia greca e orientale a Giessen.
Prima di entrare in carica, intraprese un viaggio attraverso la Danimarca. Dal 1713 collaborò con Zacharias Konrad von Uffenbach nella catalogazione della sua biblioteca, il primo catalogo apparve nel 1720. Nel 1716 ottenne inoltre la cattedra di studi classici, nel 1720 divenne ispettore delle scuole dell'Alta Assia. Alla sua morte, lasciò la sua collezione di monete e la sua biblioteca, di cui era stato bibliotecario nel 1732 Christoph Friedrich Ayrmann, all'Accademia di Giessen.

## Opere
- Observationes Sacre. 4ª parte Francoforte sul Meno 1713
- Bibliotheca Uffenbachianae Tomus I. Halle 1720
- Luciani tractatus de longaevis, nova versione & notis ornatus
- Graecae veritatis stylique apostici vindiciae
- Versio & notae in R. Mosis filii Maimot tract.
- De juribus anni septimi & jubilaei. Francoforte sul Meno 1708
- Diss. De eunuchismo Orgienis Adamnatini. Gießen 1708
- De auspiciis anni civilis Ebraeorum. Gießen 1707
- De Zabiis, ex antiquato orientale. Gießen 1716
- Specimen linguae Punicae in hodierna Melitensium superstitis Marburgo 1718
- Notitia Imperii Adiabeni. Marburgo 1718
- De corona justitiae. Gießen 1712
- De corona sapientiae. Gießen 1712
- Historia nativitatis Christi, observationibus quibusdam illustrata. Gießen 1717